# Andy i dino-zabawy
Andy i dino-zabawy (ang. Andy's Dino ToyBox) – brytyjski serial fabularny, w Polsce emitowany na kanale CBeebies od 24 sierpnia 2020 roku.

## Fabuła
Andy Day zaprasza młodych widzów na spotkanie ze swoimi domowymi dinozaurami, które są zabawkami. Prezentuje poszczególne gatunki tych pradawnych stworzeń, naśladując wydawane przez nie dźwięki. Andy przekazuje także wiele fascynujących informacji na ich temat.

## Obsada
- Andy Day – Andy[2]

## Wersja polska
Opracowanie i udźwiękowienie wersji polskiej: Studio Sonica
Dialogi polskie: Aleksandra Kołodziejek
W roli Andy’ego wystąpił: Piotr Bajtlik
Czołówkę śpiewał: Piotr Bajtlik

## Spis odcinków
| №              | Premiera   | Nieoficjalny tytuł polski       | Tytuł angielski        |
| -------------- | ---------- | ------------------------------- | ---------------------- |
| SERIA PIERWSZA |            |                                 |                        |
| 1              | 24.08.2020 | Dinozaury nie potrafią latać    | Dinosaurs Can’t Fly    |
| 2              | 25.08.2020 | Nauka pływania                  | Learning to Swim       |
| 3              | 26.08.2020 | Chciwy dinozaur                 | The Greedy Dinosaur    |
| 4              | 27.08.2020 | Uwięziony w błocie              | Stuck in the Mud       |
| 5              | 28.08.2020 | Pokaz                           | The Show-Off           |
| 6              | 31.08.2020 | Złodziej jajek!?                | The Egg Thief!?        |
| 7              | 01.09.2020 | Co jest na lunch?               | What’s for Lunch?      |
| 8              | 02.09.2020 | Zabawa w chowanego dinozaurów   | Dinosaur Hide and Seek |
| 9              | 03.09.2020 | Przyjęcie urodzinowe dinozaurów | Dino Birthday Party    |
| 10             | 04.09.2020 | Wyścig dinozaurów               | Dino Racing            |
| 11             | 07.09.2020 | Budowanie gniazda               | Building a Nest        |
| 12             | 08.09.2020 | Ogony dinozaurów                | Dinosaur Tails         |
| 13             | 09.09.2020 | Zaginiony dinozaur              | The Lost Dinosaur      |
| 14             | 10.09.2020 | Śpiewający dinozaur             | The Singing Dinosaur   |
| 15             | 11.09.2020 | Super-Drapieżnik                | The Super Predator     |